# Jabloň domácí

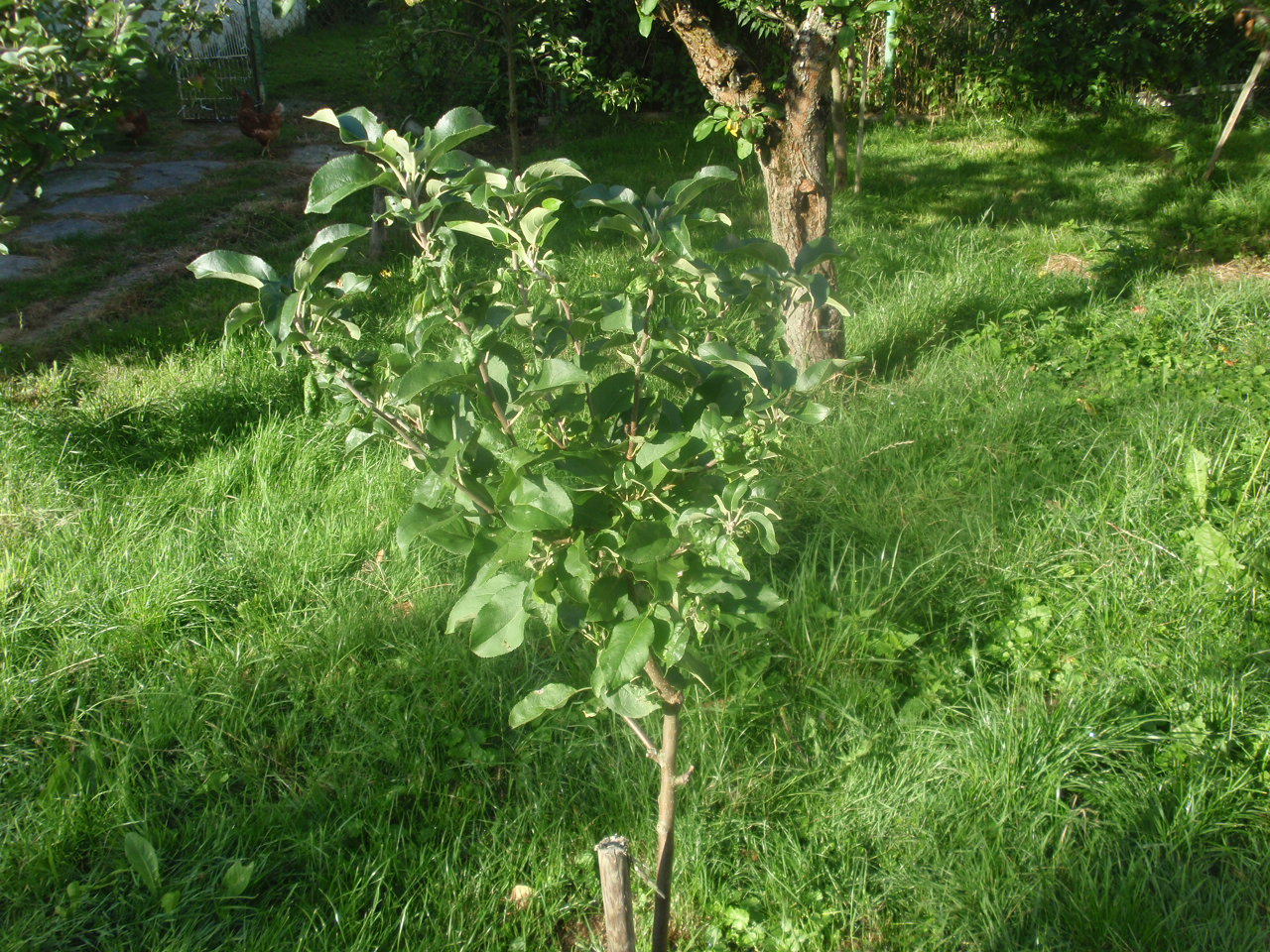
Mladý stromek – odrůda Mio (zákrsek)

Jabloň domácí (Malus domestica) je ovocný strom z čeledi růžovitých. Jeho plody jablka jsou v mírném klimatickém pásu jedněmi z nejpěstovanějších a nejoblíbenějších. Je pěstována v mnoha odrůdách. Podle nedávných výzkumů vznikly současné odrůdy jabloní vývojem ze středoasijského druhu Malus sieversii, bez významnější účasti jiných druhů (tedy ne např. hybridizací). Šlechtitelskou činností byla po celém světě vypěstována pestrá škála odrůd, známé jsou např. Jonathan, Ontario, Golden Delicious, Spartan. Jabloň je v České republice nejpěstovanější ovocnou dřevinou. V roce 2003 rostlo v ovocných sadech 9 945 883 jabloní.  V ČR vyšlechtěné odrůdy jabloní jsou populární i ve světě.

## Pěstování a konzumace
Jablka jsou důležitou součástí lidského jídelníčku. Vyrábí se z nich mošty a džusy, džemy, kompoty, čaje, aromata do jiných jídel. Jablka mají také zdravotní význam – obsahují celou řadu látek prospěšných organismu, zvyšují imunitu, mají vliv na odolnost vůči stresu – v populární literatuře a časopisech se opakuje často doporučení konzumovat nejméně jedno jablko denně.

## Odrůdy jabloní

### Pomologické znaky odrůd
Stromy různých odrůd značně liší co do velikosti koruny, bujnosti růstu, habitu koruny, vzhledu letorostů a plodnosti. Některé konkrétní odrůdy jsou si ale velmi podobné v těchto ohledech. Velikostně lze například najít odrůdy obvykle velké jako Northern Spy nebo malé, jako Oldenburgovo. Stromy některých odrůd jsou rovnoměrně plodné, u dalších odrůd se objevuje tendence k střídavé plodnosti. Lokalita má přitom značný vliv na plodnost odrůdy, jak v klimatu tak v půdních a vlhkostních podmínkách, k nimž může být ta která odrůda nejlépe přizpůsobena.
Mezi pojmy používané při popisu plodů odrůd jabloní (v pomologii) jsou důležité především tyto: velikost, forma, barva povrchu plodu, textura a barva dužniny, chuť a kvalita dužniny, tvar dutiny a forma osemení. Velikost plodu je vyjádřena slovy zvláště velké, velké, spíše střední, střední, menší střední, malá a velmi malá. Tyto termíny jsou, samozřejmě, relativní, proto nemohou být definovány. Wolf River je příkladem velmi velkého jablka. Baldwin a Jonathan jsou příklady středně velkých plodů. Při popisu formy jablka jsou používány termíny kulaté, zploštělé, kónické, vejčité, podlouhlé, soudkovité, a zkosené v odkazu na vzhled směrem k svislé ose kolmo k linii pohledu. Kulaté jablko je to, který se jeví okrouhlé, zploštělé je to, který se jeví mírně zploštělé. Kónické jablko je to, které se výrazně zužuje směrem ke konci květu. Vejčité jablko je ve tvaru vejce. To znamená, že jedna strana plodu se zužuje směrem ke stonku a druhá rozšiřuje ke květu. Podlouhlé jablko je to, jehož výška směrem od stopky ke konci květu je větší než příčný průměr. Soudkovitý plod je náhle zploštělý na konci. Zkosený plod je ten, jehož vertikální osa je skloněna šikmo. Podmínky pravidelné a nepravidelné se používají k popisu formy, když je jablko je zobrazeno v pravém úhlu k příčnému průměru. Pokud je forma je téměř kruhová, jablko je nazývané pravidelné, pokud je to eliptické nebo hranaté, plod je nazýván nepravidelným.
Barva plodu určité odrůdy se bude lišit v závislosti na podmínkách, v nichž se pěstuje. Nicméně, ovoce dané odrůdy obvykle má určité vlastnosti barvy, které se jeví jako různé od ostatních. Při popisu barvy jablka je rozdíl je obvykle vyjádřen jako základní barva a barvou krycí. Základní barva je často žlutá nebo světle zelená. Krycí barva, je barva, která u některých odrůd překrývá základní barvu v podobě líčka, žíhání, mramorování, pruhů, rozmytých skvrn. Jde obvykle o nějaký odstín červené barvy. Termín líčko se používá k označení, že povrch je pokryt načervenalým odstínem, který je dost výrazný. Barva jablek je také ovlivněna body nacházejícími se na pokožce plodu. Tyto skvrnky jsou nazývány lenticelami. Toto tečkování, lenticely, mohou být zřetelné nebo nevýrazné, to znamená, že mohou body vystupovat viditelně, nebo mohou být sotva postřehnutelné, barvy mohou být bílé, šedé nebo červenohnědé. Pokud jsou tečky ve tvaru hvězdy jsou nazývány hvězdicovité. Poznávacím znakem je i rzivost slupky, která může být pro některé odrůdy typická.
Barva dužniny je dalším charakteristickým odrůdovým znakem. Dužnina může být bílá, jako u McIntosh a Fameuse, může být s nádechem žluté, ta jako má Jonathan a Baldwin, nebo to může být nazelenalá bílá, stejně jako u Rambo. U několika odrůd je dužnina žíhaná červeně. Textura dužniny jablek se výrazně liší, je jemná nebo hrubě zrnitá (Boskoopské červené), křehká, pevná nebo měkká. Kromě toho dužnina může být šťavnatá, jako má Jonathan, nebo může postrádat šťavnatost, být suchá, tak jako dužnina plodů Ben Davis.
Chuť dužniny může být kyselá, jako je tomu v případě odrůdy Astrachán červený, nakyslá, jako je tomu v případě Jonathanu, nebo sladká, což znamená, že kyselina jsou téměř zcela nedostačující. Při popisu kvality dužniny jsou používány termíny dobrá (Ontario, Prima), harmonická, velmi dobrá, vynikající. Ovšem jablko popisované jako velmi dobré může mít někdy pouze průměrnou kvalitu dužniny.

### Odrůdy jabloní
Je známo více než 7500 kultivarů jabloní. Liší se nejen plody a plodností, ale i způsobem a rychlostí růstu, vhodností do daných půdních a klimatických podmínek, odolností vůči chorobám i dalšími znaky. Za významné je považováno zda jablka jsou vhodná spíše pro vaření, přímou konzumaci, nebo jablečný mošt a cider. Důležitým kritériem je obliba daných odrůd jabloní spotřebiteli, která je významná při výběru množitelského materiálu školkami.

## Půdy vhodné pro jabloňové sady
Výběr půdy vhodné pro komerční sady by měla být pečlivě zvážen. Je samozřejmě pravda, že se jabloním daří na nejrůznějších půdách. Kdo plánuje jen malý domácí ovocný sad může použít k tomuto účelu i takové půdy, která není úplně vhodná. Na druhé straně člověk, který zakládá komerční sad nebude, zpravidla, používat půdu, která je vadná v nějakém ohledu a nebude se pokoušet o rozsáhlé experimenty při výsadbě.
Obecně platí, že jabloním se daří nejlépe v hluboké, propustné , štěrkovité až kamenité půdě. Prof F.A.Waugh tvrdí, že zpravidla štěrkovité půdě, která je poměrně bohatá na výživu. Štěrkové a kamenité půdy jsou obvykle propustné lehké půdy.
Hloubka půdy je velmi důležitým požadavkem při výběru místa pro komerční jablečný sad. Ačkoliv dobré, hluboké půdy jsou vhodné pro téměř všechny plodiny, jsou nezbytné pro pěstování jabloní. Hlavní námitka k mělkým půdám je ta, že poskytuje nedostatečnou zásobu vlhkosti. V případě jednoletých rostlin se poškození suchem omezuje zpravidla na rok, ve kterém dochází k období sucha, v případě poškození stromů suchým obdobím může být zničeno úsilí na velkou řadu let. Růst stromů během daného roku závisí na stavu v předchozích letech. Strom není schopen přizpůsobit se suchu, a proto je mnohem vážněji poškozen suchem než byliny. 
Půda by měla být také dobře odvodněná. Kořeny stromů rostou hlouběji, než je hloubka do které je půda dobře provzdušněná. Sprašové půdy jsou také vynikající a jsou zvažovány některými jako téměř ideální půda pro ovoce. 

## Terén
Nadmořská výška je jedním z nejdůležitějších faktorů při určování vhodnosti polohy pro jablečný sad je vliv pozdních jarních mrazů a umístění sadu s ohledem na předcházení poškození z tohoto vlivu. Nadmořská výška je do značné míry určující nakolik pozdní jarní mrazy poškodí květy. 
Sklon pozemku může mít vliv na poškození jarními mrazy. Je-li sklon je poměrně strmý a stromy jsou velké, mohou kvést stromy později na severním svahu než na jižním svahu.

## Pěstební tvary
Jabloně lze pěstovat v různých tvarech a různým způsobem upravovat koruny řezem a ohýbáním větví. Zřejmě nejrozšířenější v intenzivních výsadbách je pěstování zákrsků. V zahradách větších rozměrů lze efektivně využít extenzivní tvary s vyšší korunou ale i na práci náročné pěstování v ovocných stěnách (palmeta). Použití nějakého tvaru by mělo efektivně odpovídat především použitému materiálu, zvolenému prostředí, plánované údržbě a požadavkům na velikost a kvalitu sklizně.
Pěstební tvary kde je použito duté (kotlovitá) koruny mohou zlepšit zdravotní stav dřeviny a vyzrání plodů, je snazší údržba, tyto tvary jsou obvykle vhodnější. Dřeviny s použitím terminálu (4 nebo 5+1) v koruně lépe rostou a také se snáze nahrazují poškozené silnější větve.

### Kotlovitá a pyramidální koruna

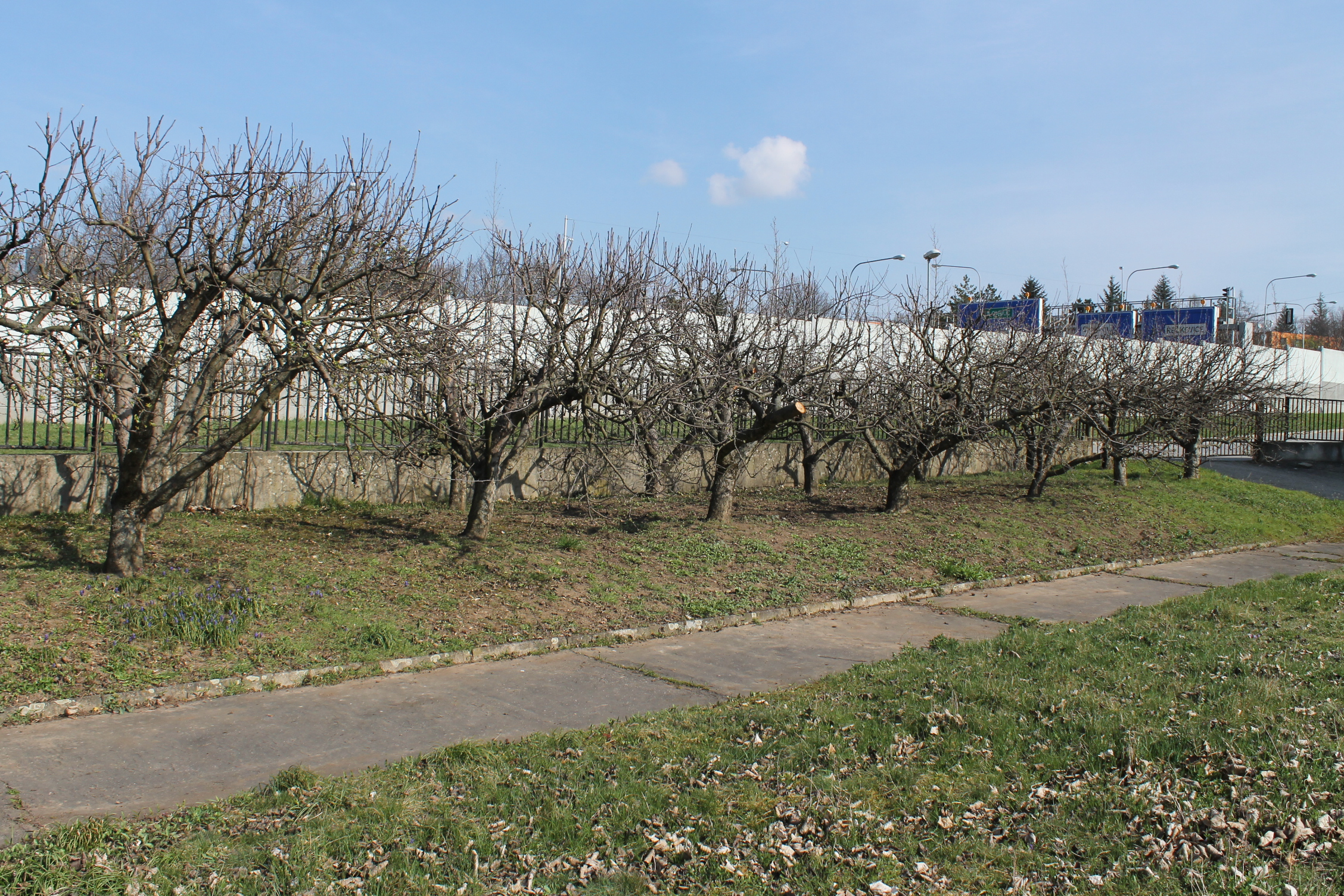
Zákrsky s kotlovitou korunou.

Pro účely tohoto popisu, může být považován ovocný strom za objekt složený ze dvou částí, a to kmene, který se skládá ze spodní části hlavního stonku sahajícího od země až po rozvětvení prvních větví a koruny, která obsahuje část stromu nad tímto bodem. 
Ovocnář rozpoznává několik odlišných typů koruny. Jabloně se mohou prořezávat různě podle toho, zda jde o vysokokmen nebo zákrsek, nebo palmeto či vřetenovitý zákrsek. V případě, že půda je bohatá a stromy musí být ponechány, aby byly vzrůstem velmi velké, může být vysoká koruna nutná. Vysokokmeny mohou být správnou volbou v případě velmi vzrůstných odrůd, jako je North Spy. Omezování velikosti prořezáváním může mít za následek příliš bujný růst dřeva na úkor růstu plodů.
Moderní ovocnář proti vysokokmenům u jabloní však vznese námitky, že postřik vysokých stromů je pomalý, drahý a neefektivní. Sběr ovoce a prořezávání je náročné a další drobná péče je také drahá a není pravděpodobné, že by měla významné efekty. Téměř ve všech oblastech pěstování jabloní pěstitelé preferují stromy s nízkými tvary koruny. Hnojí půdu, obdělávají okolí dřevin, silně prořezávají a jsou obvykle schopni vyzískat stejně dobré výsledky s menšími stromy, pouze s poněkud větším počtem rostlin na akr.
U zákrsků jabloní jsou pěstovány dvě formy koruny, koruny s terminálem (pyramidální koruny) a otevřené koruny. Pyramidální koruny, mají hlavní vertikální větev, navazující na kmen, terminál, který je víceméně kolmou osou koruny a dosahuje až k vrcholu stromu. Bočních větvě vyrůstají z tohoto terminálu a tak je tvořena koruna. Ve stromu s otevřenou korunou terminál chybí a korunu tvoří čtyři nebo pět bočních kosterních větví. U mnoha dřevin je otevřená koruna vhodnější, ale u jabloně jsou si z více specifických důvodů tyto varianty rovnocenné.
Výhody koruny s terminálem jsou:
- Větve jsou menší v poměru k tělu stromu a jsou proto méně náchylné k poškození kmene, když se zlomí.
- Pokud je kosterní větev zlomená, je to je nemalá část stromu, a je proto méně poškozena koruna, než by tomu bylo v případě , ve srovnání s větví u otevřené koruny.
- Větve jsou rovněž kratší a neohýbají se tolik pod zatížením ovoce
- V případě, že strom je zanedbán, za rok nebo dva je pak méně poškozen řezem než strom s otevřenou korunou.

Nevýhody koruny s terminálem jsou:
- Je velmi obtížné udržet terminál poté co strom zestárne, a výhony v horní části koruny poměrně vysokého stromu je pak nákladné odstranit.
- Příliš mnoho ovoce roste ve stínu a barva a chuť není tak dobrá, jako v případě otevřené koruny.
- Z důvodu stínu plodí dřevo stále do značné míry na okraji, takže žádný významný řez nemůže být proveden aniž by se výrazně nesnižoval počet květních pupenů po řezu. Dřevo, které se odebírá řezem větví je dřevo, které nese květní pupeny.

Výhody otevřené koruny:
- Méně větví které je třeba udržovat a ty co zůstávají jsou udržovány v lepším stavu, protože mají dostatečný prostor k rozvoji. Koruna je otevřená slunečnímu záření a dřevo je proto zdravější, ovoce je lepší barvy a lépe vyzrálé.
- Prořezávání a postřiky, obzvláště později, sběr ovoce, lze provést levněji a důkladněji
- Stromy mohou být upraveny v požadovaném rozsahu každý rok, aniž by hrozilo nebezpečí, že bude příliš výrazně snížen počet květních pupenů.
- Plody nevyvíjí velký tlak na větve, protože místo toho, aby jabloně plodily zcela na konci větví, kde je větší pákový efekt, jsou plody rovnoměrně po celém délce větve.
- Zkušenosti ukazují, že plody na jabloni s otevřenou korunou jsou spíše rovnoměrně velké než plody na stromě druhého typu. To je pravděpodobně kvůli rozmístění plodů podél větve namísto shluků plodů na konci.

Nevýhody otevřené koruny:
- Malý počet kosterních větví, obvykle ne více než čtyři, a protože ty musí být velké, může být nebezpečí, že se rozlomí
- Kosterní větve jsou pravděpodobně delší, protože strom má tendenci se šířit spíše než vyrůstat do výšky, a tak i zabírá více místa. Tato nevýhoda jsou však kompenzována ořezávání stromů každoročně, takže obstojí i pod zatížením. Je také kompenzován do určité míry růst hlavních kosterní větví směrem nahoru.

## Řez jabloní
Prořezávání spočívá v odstranění nadbytečných nebo nežádoucích větví ze stromů a rostlin a je jednou z důležitých operací při údržbě jablečného sadu. V některých případech, například při výsadbě je nutné řezem snížit asimilační plochu, protože kořeny byly omezeny a tím se snižuje schopnost stromu přijímat vodu z půdy. Pokud je ponechána plná asimilační plocha, je zde nebezpečí, že odpařování může být tak velké, jak oslabí podstatně strom, nebo dokonce způsobí jeho úhyn během suchého léta.

## Probírka plodů
Úspěšní pěstitelé jabloní zjistili, že není zpravidla žádoucí dovolit, aby na stromu dozrálo všechno ovoce, které je nasazeno. Praxe ruční probírky části ovoce před dozráním je známá jako probírka, a je nyní prováděna běžně ve většině jabloňových sadů.
Tím, že jsou odstraněna některá jablka ze stromu, ty které zůstanou se vyvíjí k větší velikosti, lepší formě a získávají lepší barvu, než by bylo možné, pokud probírka nebyla provedena. Probírka se běžně doporučuje nejen pro zlepšení kvality sklizně, ale také k zlepšení plodnosti pro následující období. Aby se zabránilo střídání období dobrých a špatných sklizní. Většina ovocnářů se shoduje, že probírka nemá být omezena na zabránění střídavé plodnosti. Větší velikost plodů a větší zisk z prodeje většího objemu kvalitních plodů má kompenzovat snížení počtu kusů ovoce. Prakticky ve všech případech byl vyšší zisk dosažen u ovoce kde byla provedena probírka, než u ovoce ze stromů, kde nebyla provedena. Plody ze stromů, kde byla provedena probírka, měly ve všech experimentech výrazně lepší barvu než z dalších stromů.
Probírka má zvláštní význam v případě některých odrůd, které mají silnou tendenci k nadúrodě a proto tvoří ovoce, které je malé a nepravidelné. Na druhé straně, tam jsou některé druhy, které nejsou pravidelně silně úrodné, a zde probírka plodů nemusí být nutná. I v tomto případě však odstranění několika málo plodů v místech, kde je jich seskupeno několik, může být vhodné. Probírky se obvykle provádí od prvního června do prvního července. Pokud bude probírka provedena na začátku léta, je tím lépe. Obvyklá praxe je ponechat na tenkých větévkách pouze jeden plod a nenechat žádné dva plody blíže než 6 centimetrů od sebe.

## Výživa
Prvky, které budou jako výživa pravděpodobně v omezeném množství v půdě, jsou dusík, fosfor, draslík, a příležitostně vápník. Většina plodin nedostatek jednoho z těchto prvků vnímá jako limitující faktor pro příjem ostatních a tedy i celkový růst plodiny. Zdravý a silný růst dřeva ukazuje, že dusíkem je půda zásobena, a nedostatek dusíku v půdě se projevuje omezením růstu. Nedostatek draslíku nebo fosforu má také za následek poměrně slabý růst, ale účinek nedostatku těchto dvou prvků na růst není tak výrazný, jako je tomu v případě dusíku. Vápník je užitečný jako prostředek pro úpravu pH v kyselých půdách, ale protože půda v jabloňových sadech je zřídka kyselá, vápno tu může být v hnojení zcela vynecháno.
Je dobře známo, že jabloně přinášejí dobrou úrodu i na velmi chudé půdě, ale analýzy ukazují, že jablko jako plodina skutečně vyčerpá každoročně z půdy více dusíku a draslíku než úroda obilí. Jakkoliv je tedy v sadech používáno zelené hnojení, vápnění, pěstování náročných meziplodin, dopad těchto kroků má na úrodu jablek menší dopad, než je předpokládáno.
Pokud se sadař se zabývá plodinami, které je tak cenné, že i malé procento zvýšení výnosu zaplatí hnojiva, používání hnojiv v sadu, zdá se nabízí lepší výsledky než použití hnojiv u obilovin, které často výrazně zvyšují výnos. To však neplatí u návratnosti nákladů na hnojiva u jabloní, protože hodnota plodiny na hektar v žádném případě není velká.
Lze nyní zjistit z experimentálních výsledků, že jsou tyto předpoklady jsou potvrzeny zkušenostmi. Byl proveden počet dlouhodobých experimentů poměrně rozsáhlé povahy kde byly vyzkoumány tyto výsledky. Jedním z prvních z nich, které byly zveřejněny, byl experiment vedený po dvanáct let na stromech více než čtyřicet let starých, na středně živné půdě v západním New Yorku. Tento experiment byl omezen na význam použití draslíku a fosfátů. Některé odrůdy vykazovaly zjevný zisk z hnojení, ostatní vykazovaly ztrátu. Čistý výsledek byl přínosem asi 99 dolarů na 5 akrů, a náklady na hnojivo, byly asi 74,50 dolarů, tedy zisk byl ve výši jen asi 24,50 dolarů. To však neplatí pro použití hnojiv a tento rozdíl se pohybuje v rozmezí chyby experimentu a naznačuje, že vhodnost použití hnojiv v sadu, která má půdu přiměřené plodnosti je poněkud diskutabilní. Další experiment trval patnáct let s mladými stromy, a neprokázaly se žádné výhody plynoucí z použití buď draslíku, fosforu nebo dusíku.
Na pokusné stanici Woburn, v Anglii, v bohaté půdě dlouhodobý experiment neprokázal žádné pozitivní výsledky, a to ani na starých stromech, při použití jakékoli formy hnojiv. Nicméně se uvádí, že na stanovišti se slabou vrstvou půdy při stejném experimentu stanice zjistila zisky z používání hnojiv. Massachusetts Experiment Station zjistila zisky z využívání draslíku, dusíku a fosforu, a to zejména při používání statkových hnojiv. Na Pennsylvania Experiment Station, se ukázal být cenným hnojivem dusík aplikovaný v sadu. Draslík neukázal jednotně žádné výhody, stejně jako použití fosfátů. Použití statkových hnojiv s kombinovaným hnojivem na bezorebních půdách v kombinaci s mulčováním dal mimořádně vhodný výsledky. Mnohem výhodnější výsledky než na obdělávané sadu na stejném druhu půdy. Ve skutečnosti, použití dusíkatých hnojiv zdá se zcela kompenzovalo nedostatek kultivace. V žádné pokusné stanici stanicí draslík neukázal žádný pozitivní vliv na zlepšení barvy ovoce. Mohlo by se zdát z těchto experimentů, že využití buď draslíku nebo fosforečných hnojiv může být ziskové, pokud by jeden nebo oba tyto prvky byly v půdě v nedostatečné zásobě. Dusík může být nedostatečně přítomen v půdě častěji, než draslík nebo fosfor. Je však zjištěno, že prakticky ve všech případech, je přihnojování dusíkem na újmu barvě ovoce. V Pensylvánii v pokusné stanici se ukázalo, že je zřejmé, že použití draslíku a fosfátu v kombinaci s dusíkem do jisté míry snižuje škodlivý účinek dusíku. Stájový hnůj, i když je dražší, než chemické dusíkaté hnojiva, se zdá být v případě bezorební mulčovací údržbě sadu více prospěšný. V případě udržovaných sadů byly příznivé výsledky z používání chemických hnojiv stejně velké jako při použití stájových hnojiv.
Je sotva možné přijmout nějaké obecné doporučení, která se mohou vztahovat na všechny druhy půd. Nicméně, první takové by to bylo, že lze dobře předpokládat, že stromy, jsou-li dobře udržovány, zdravě rostou a dobře plodí, nepotřebují přihnojení. A také je to pravda v případě, že stromy neplodí dobře, z důvodu mrazu, hmyzu, nebo houbovitých chorob. Pokud je půda dostatečně úrodná a sad není zanedbaný, je dobře prořezávány a jabloně nejsou vitální a nerostou dobře, lze se určitě uchýlit ke hnojení. Může být výhodné použít průmyslová hnojiva, zejména hnojiva obsahující dusík. Ve všech případech je dobré uvážit výsledky , které mohou být získány použitím různých směsí a je vhodné rozborem půdy zjistit, co půda skutečně potřebuje.

## Choroby, škůdci a poškození jabloně

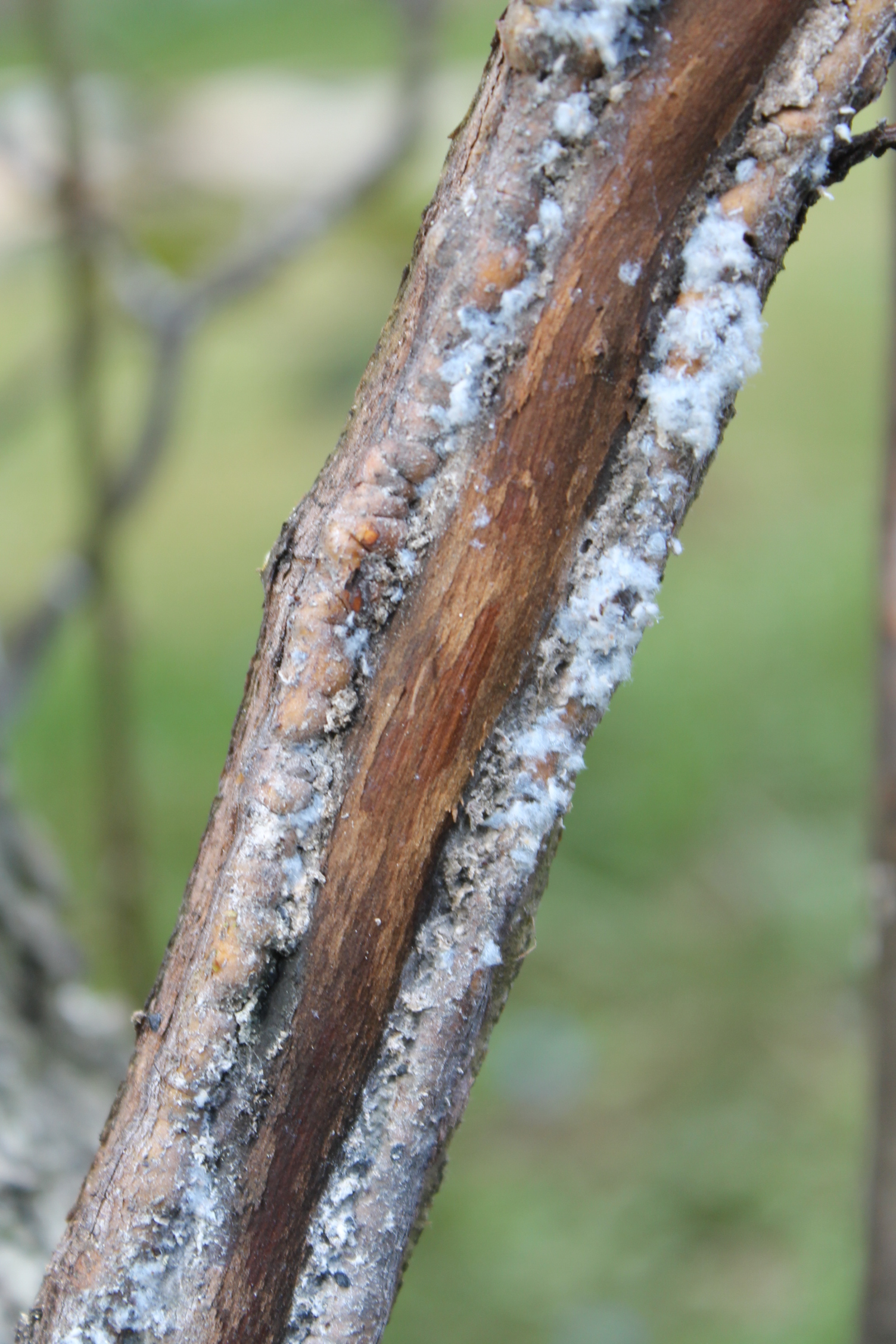
Letorost poškozený vlnatkou krvavou

Vážné poškození chladem bývá často spojeno s předčasnými a pozdními mrazy, s nevyzrálými rostlinnými částmi, neukončenou vegetací. To může mít mimo teplotní extrémy a nevhodnou lokalitu také spojení s přehnojením dusíkem, nevhodnou zálivkou, napadením některými patogeny a nevhodně provedeným řezem či nevhodně provedenou ochranou rostlin.

### Poškození květních pupenů mrazem
Zimní počasí může způsobit různý stupeň poškození ovocných pupenů mrazem. Stupeň poranění závisí na teplotě, převládajících větrech, zda je vzduch suchý nebo vlhký, na stavu stromu na začátku chladného počasí a jiných podmínkách, které nejsou známy. Pokud je poškození velmi těžké, ovocné pupeny a plodné větévky mohou být zničeny. V méně závažných případech květní pupeny zhnědnou a neotvírají se v době květu. V ostatních případech jsou poškození méně závažná a poupata vykvétají. Mnoho z pestíků, nebo centrální části každého květu, které v případě že nejsou poškozeny dozrává do plodu, je zničeno. 

### Poškození výhonů a větví mrazem

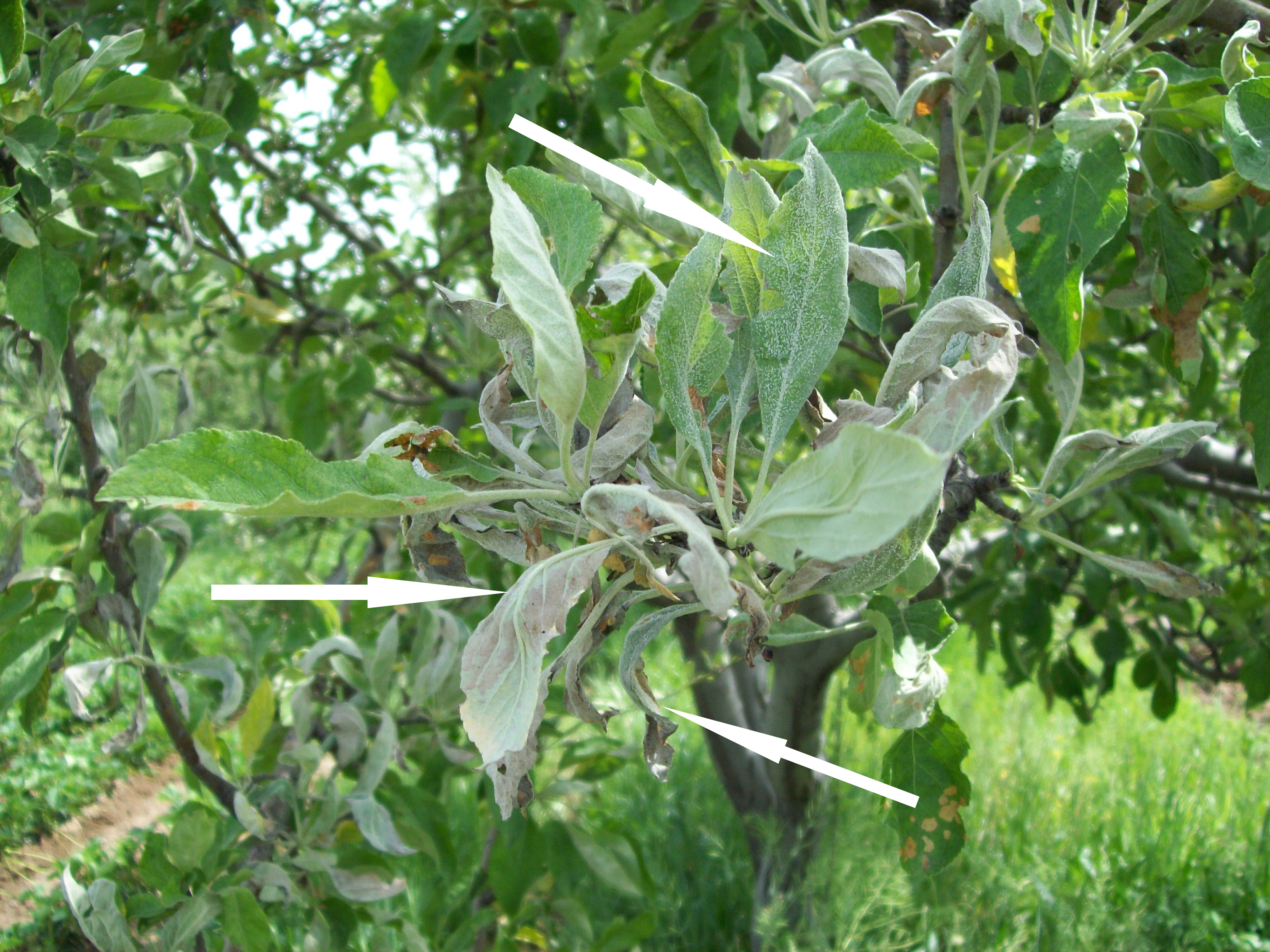
Padlí jabloňové.

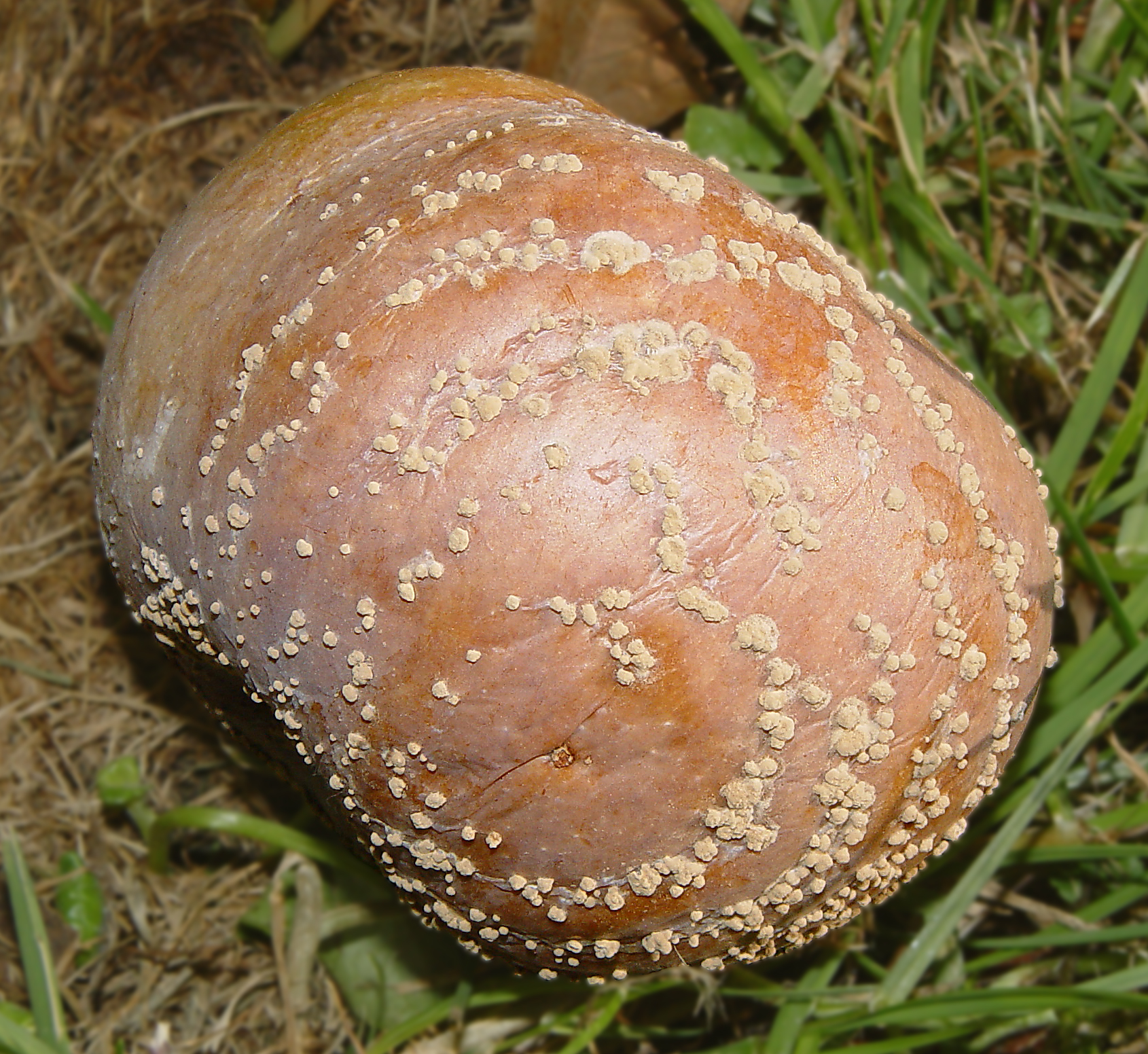
Monilióza.

Stupeň poškození výhonů a větví mrazem závisí na teplotě, převládajících větrech a vlhkosti vzduchu, na stavu stromu na začátku chladného počasí a jiných podmínkách, stejně jako poškození květních pupenů. Nejdůležitější z faktorů je stav stromu v době, kdy chladné počasí udeří. Poškozené dřevo je tmavší než živé , aktivní dřeva a obvykle lze snadno rozpoznat . Jsou-li výhony a větve mrazem poškozeny během prvních mrazů, je to pravděpodobně způsobeno tím, že chladné počasí přichází dříve, než stromy dosáhnou dostatečně stavu dormace a vyzrálé dřevo dokáže odolávat chladu. V době, kdy opadá listí, zvláště je-li poškozeno mrazem, mohou stromy být náchylnější k poškození nízkou teplotou více než o měsíc později. V oblastech, kde je pravděpodobné, že se vyskytují rané mrazy, je vhodné pro sadaře se uchýlit k metodám, které budou nutit stromy uspíšit přechod do fáze dormace. To je obvykle ukončením pěstování a výsadeb, většinou v srpnu.

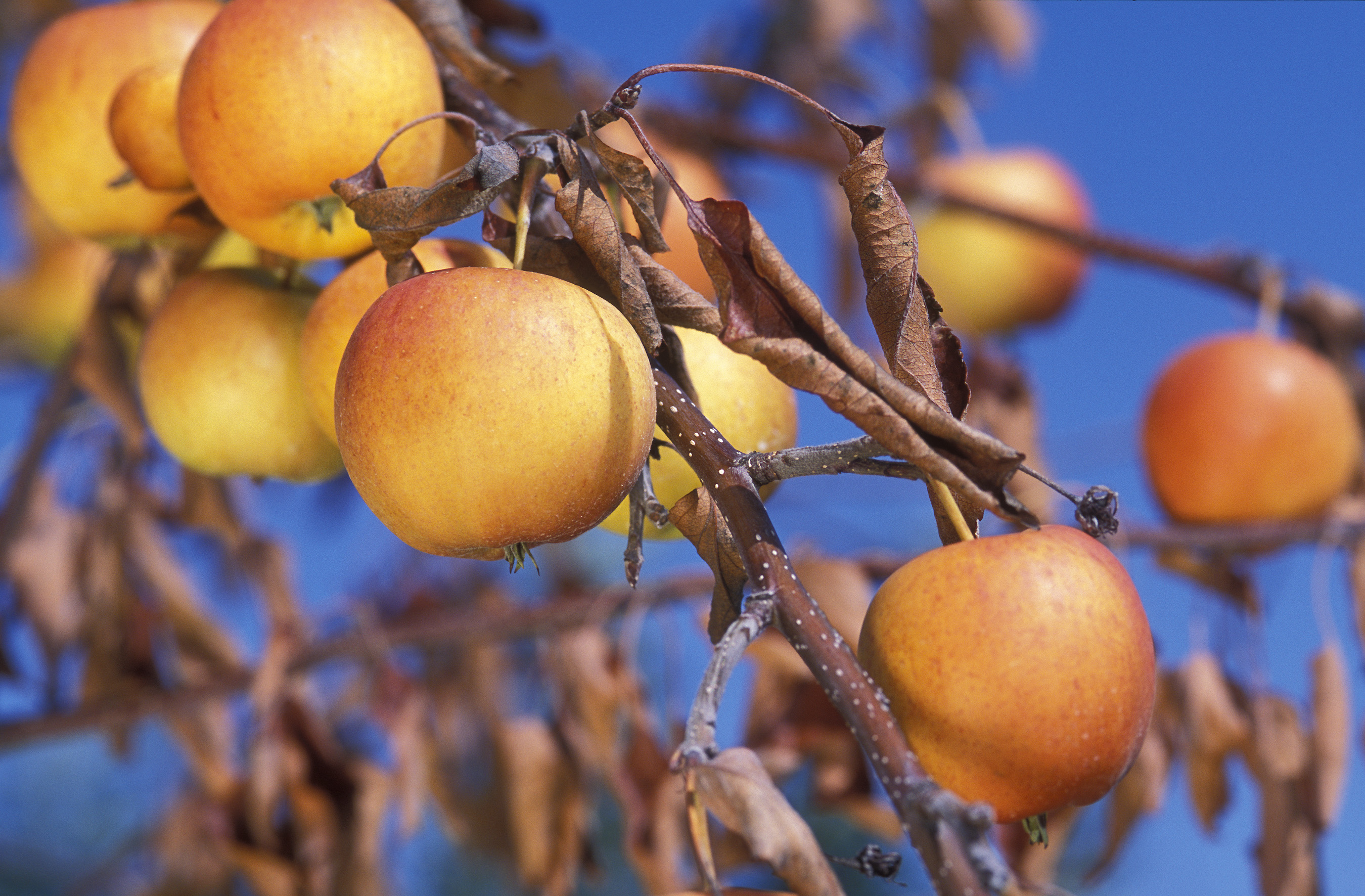
Bakteriální spála růžovitých, jabloň.

Je-li dřevo poškozeno během druhé části zimy (leden, únor), poškození je pravděpodobně způsobeno velmi chladným obdobím, které trvá několik týdnů. Během těchto dní letorosty a větve ztrácí vlhkost odparem, a protože větve jsou zmrazeny nemohou přijmout vláhu jako náhradu za odpařenou vodu.
K takovým poškozením dochází i při střídání teplého slunečného dne a mrazivé noci v době kdy je půda zamrzlá. V kmeni mohou namrznout ovocné dřeviny, není-li kmen obalen. Vlivem stoupajících teplot přichází strom do mízy, která stoupá sluncem ohřátým kmenem a následně udeří mrazivé počasí. Takové riziko hrozí například u meruněk na svazích.
Bylo zjištěno, že největší poškození mrazem ovocných stromů se vyskytuje v sadech, které nejsou dobře odvodněné a na těch stromech , které stojí v nízkých nebo vlhkých místech v sadech, které jsou jinak dobře odvodněné. V takových případech jsou stromy stále ve stavu vegetace až do pozdního podzimu a nedosáhnou včas dormace a vyzrání dřevní hmoty v době, kdy přijde chladné počasí. Velmi vlhké půdy v sadu je obvykle důkladně a řádné meliorovat.

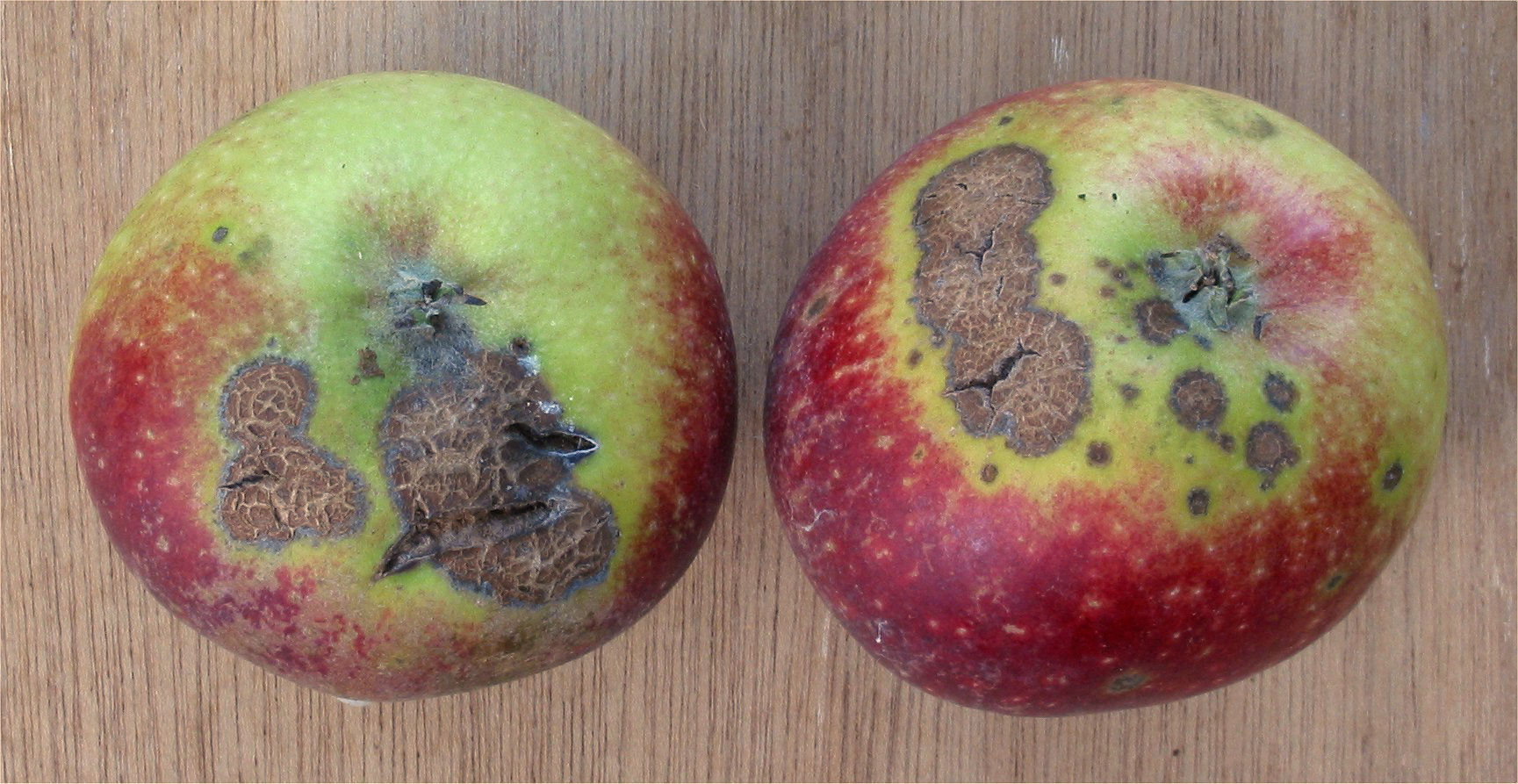
Strupovitost jabloně.

### Poškození kořenů mrazem
Kořeny ovocných stromů obvykle nepřežijí teplotu nižší, než −7 až −10 °C. Proto může k poškození nejsnáze v případě, že jsou kořeny vystaveny mrazivému vzduchu v zimním období. Teplota půdy obvykle neklesá zdaleka tak nízko jako teplota vzduchu a jen zřídka může poškodit mráz kořeny stromů.

### Poškození květů mrazem
Květní poupata, i když jsou dost otevřená, takže bílá barva okvětních lístků je vidět na špičce pupenů, nejsou často těžce poškozena ani teplotou −7 °C. Jsou i případy, kdy teplota −14 °C takto zbarvené květní pupeny vážně nepoškodila. Ale v takových případech mohlo jít o kombinaci neobvyklých podmínek. Je nutno říci, že květní pupeny jabloní, jež začínají ukazovat bílou barvu na špičkách pupenů, jsou téměř vždy zničeny, nebo alespoň vážně poškozeny při teplotě −12 °C a méně .

### Poškození plůdků mrazem
Po odkvětu a počátku tvorby mladých jablek, plody obvykle netrpí vážným poškozením chladem, tvrdí někteří pozorovatelé s tím, že poškozené plody se zotaví a často dále rostou, ovšem na zralém jablku jsou červenohnědé korkové zóny. Jiní pozorovatelé a výzkumníci tvrdí, že velmi mladá jablka, jsou snadněji poškozena mrazem než květy. Nové plůdky pravděpodobně poškodí teplota od −2 do 4 °C.

### Ochrana jabloní před poškození mrazem

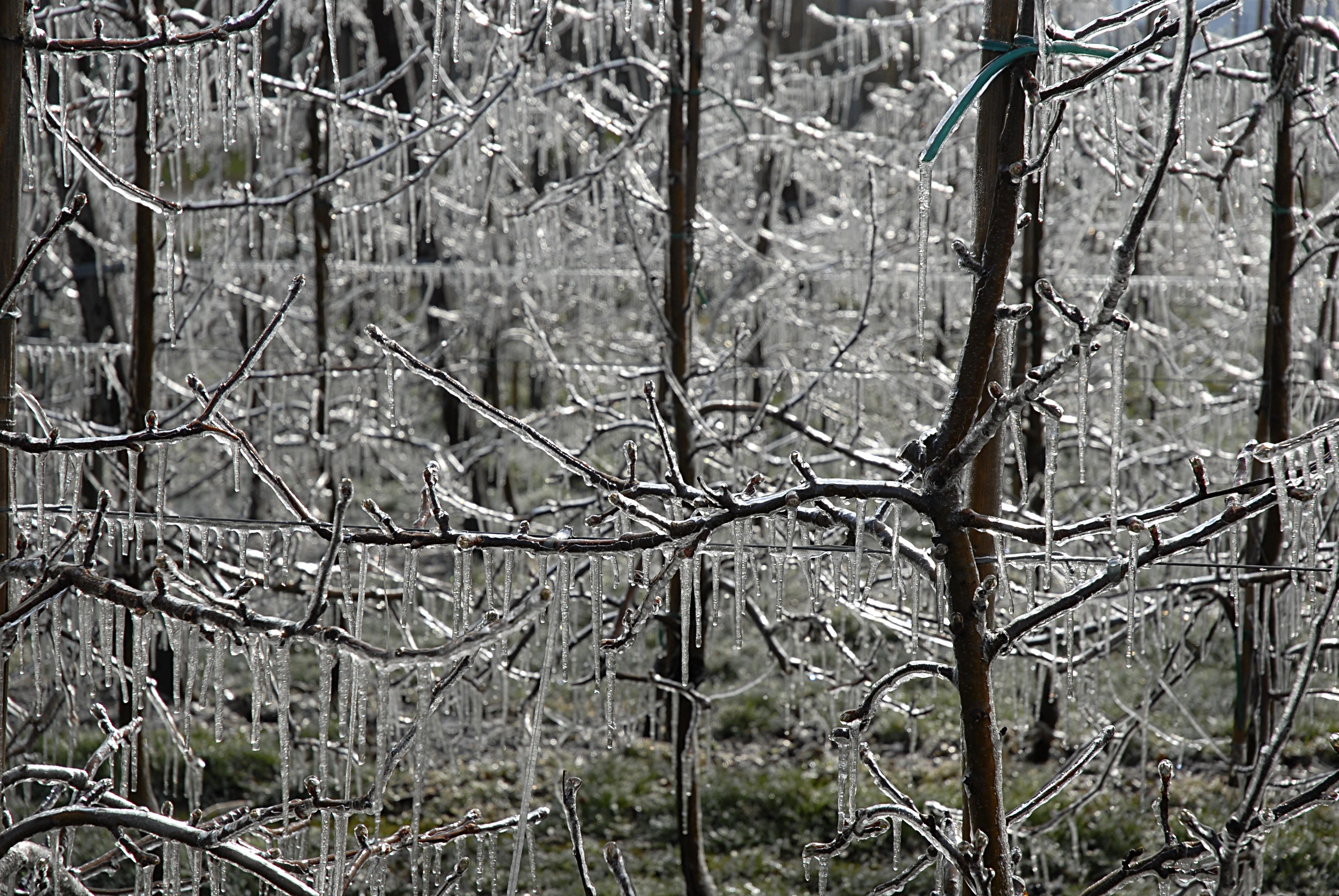
Ochrana jabloní před mrazem pomocí ledu v jihotyrolském Vinschgau (Morter).

Mulčování slámou z vikve nebo žita má tendenci udržovat půdu v stabilní teplotě, a tím může docházet ke zpomalení času kvetení. Účinek je však velmi mírný, protože je to do značné míry teplota větviček a pupenů, nikoliv půdy, která určuje dobu kvetení.

Obílení ovocných stromů může mít za následek že je mírně zpomaleno období kvetení. Nicméně oddálení je tak malé, že bílení stromů pro tento účel není obecně považováno za praktické. Princip využívající vápennou barvu je, že bílý povrch kůry, větviček a pupenů nebude absorbovat sluneční paprsky, a tedy nedosáhne teploty tak vysoké jako okolní atmosféra.

Zavlažování se používá jako prostředek pro prevenci poškození mrazem v zavlažovaných oblastech, když teplota klesne tak nízko, že se očekává, že voda použitá při zavlažování vydává teplo a obvykle brání vážnému poškození, za předpokladu, že teplota nemá klesnout pod −4 °C (bod mrznutí vody).

Postřik ovocných rostlin vodou je účinný v prevenci poškození mrazem, ale sprej musí být použit po celou dobu, dokud nízká teplota pokračuje. Je-li postřik zastaven, teplota rostlin se rychle snižuje a mokré rostliny neobstojí bez zranění během nízkých teplot, stejně jako suché rostliny.

Zadýmení, fumigace porostu, je spalování nějaké látky, která vytvoří oblak hustého, vlhkého kouře. Ten je prostředkem, který zabraňuje poškození mrazem. Toto je stará praxe, a je účinná v prevenci poškození mrazem, pokud jsou podmínky kolem ovocných plantáží takové, že hustý dým může jako deka pokrýt plantáže v době nebezpečí mrazu. Palivo musí být takového druhu, které hoří pomalu, lepších výsledků se dosáhne, je-li použito vlhké palivo, nebo pokud se přidá voda do ohně tak, že je vytvořena pára, což je vhodnější než případ, že se oheň nechá sálat. Vhodný materiál je vlhké listí, staré seno, sláma, hnůj, piliny, tráva, a ve skutečnosti každá pomalu hořící hmota. Směs 1 dílu černouhelného dehtu a 2 dílů pilin byla doporučena jako velmi žádoucí palivo. Palivo by mělo být při ruce, aby se oheň mohl založit, jakmile se objeví náznaky mrazu. Zadýmení je často účinnou prevencí, pokud se sad nachází na rovném pozemku, spíše než je-li na svahu, s ohledem na vzdušné proudy, které zabraňují kouři držet se nad porostem. Princip ochrany je takový, že oblak kouře a par působí jako přikrývka nad sadem a tím zabraňuje teplu uloženému v půdě a ve stromech v sadu vyzařovat.

Přitopení vzduchu v sadu je metoda ohřívání vzduchu pomocí ohňů stále hořících v době mrazu v sadu. Jde o starou metodu, která je považována za jeden z nejpraktičtějších prostředků prevence mrazů v sadech. Jako palivo se používá ve Spojených státech topný olej, často destilát ropy v údolí Mississippi a východních států topný olej získaný z rafinace ropy a uhlí, dřeva, slámy, hnoje a hoblin. Při hoření tvoří hustý těžký kouř a v některých úsecích je používán i pro zadýmení. Pokud je na ochranu před mrazem použito uhlí, je obvykle nutné mít v sadu nějaký podpal, aby nehořelo uhlí v topných tělesech již několik hodin předtím, než teplota dosáhne nebezpečně nízkého mrazu. Z tohoto důvodu jsou ve velké míře pro tento účel používány oleje.

## Zpracování plodů
Nejhorší jablka ze sadu lze použít na výrobu jablečného moštu a jablečný mošt může být použit k výrobě jablečného vína (cider) a jablečného octa. Zisky z jablečného moštu jsou malé, a je-li mnoho času zapotřebí, aby se ovoce navezlo do moštárny, je často výhodnější zkrmit tato jablka hospodářskými zvířaty na statku.

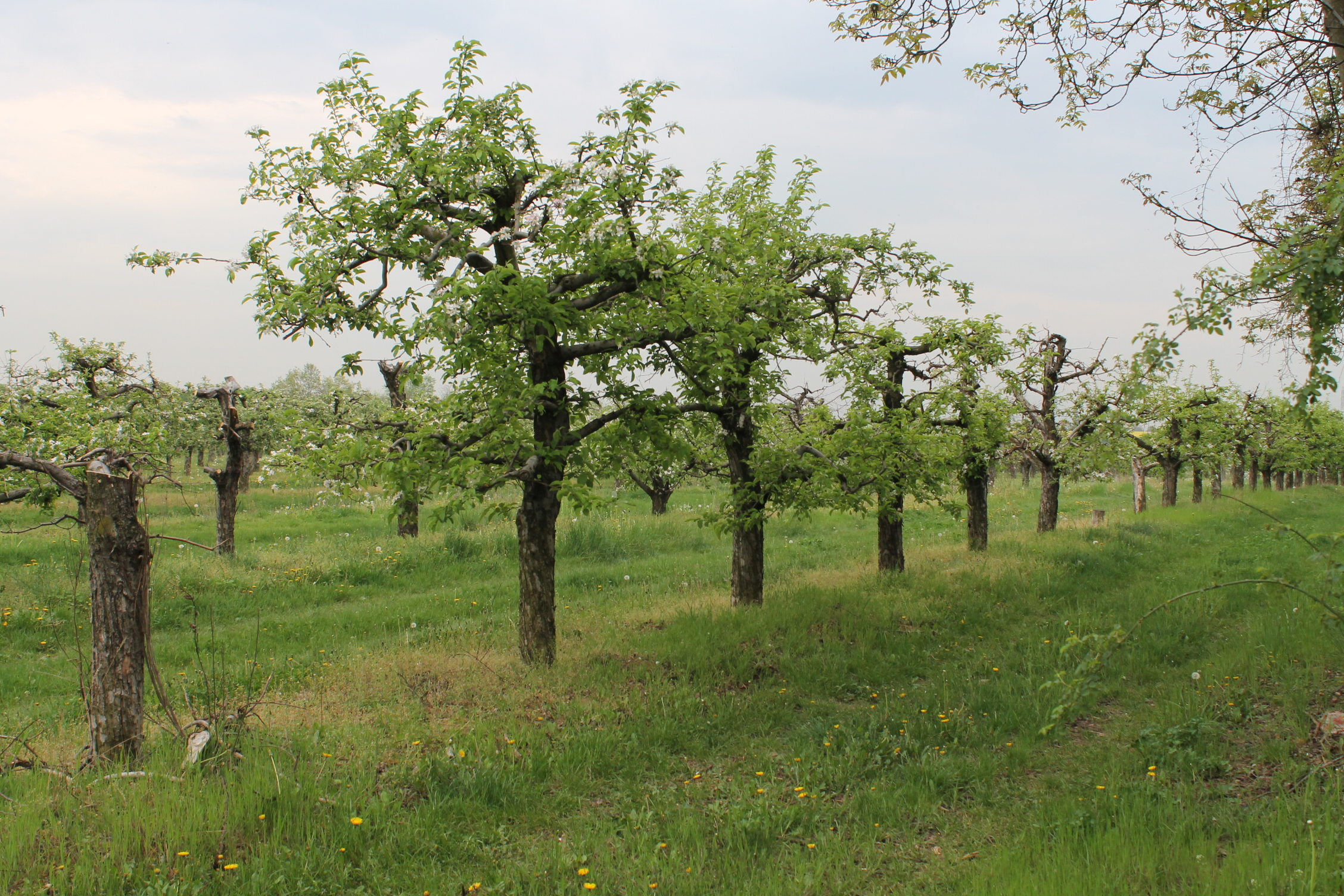
Nejméně čtyřicet let starý, dlouho zanedbávaný, jabloňový sad, několik let po renovaci hlubokým řezem.

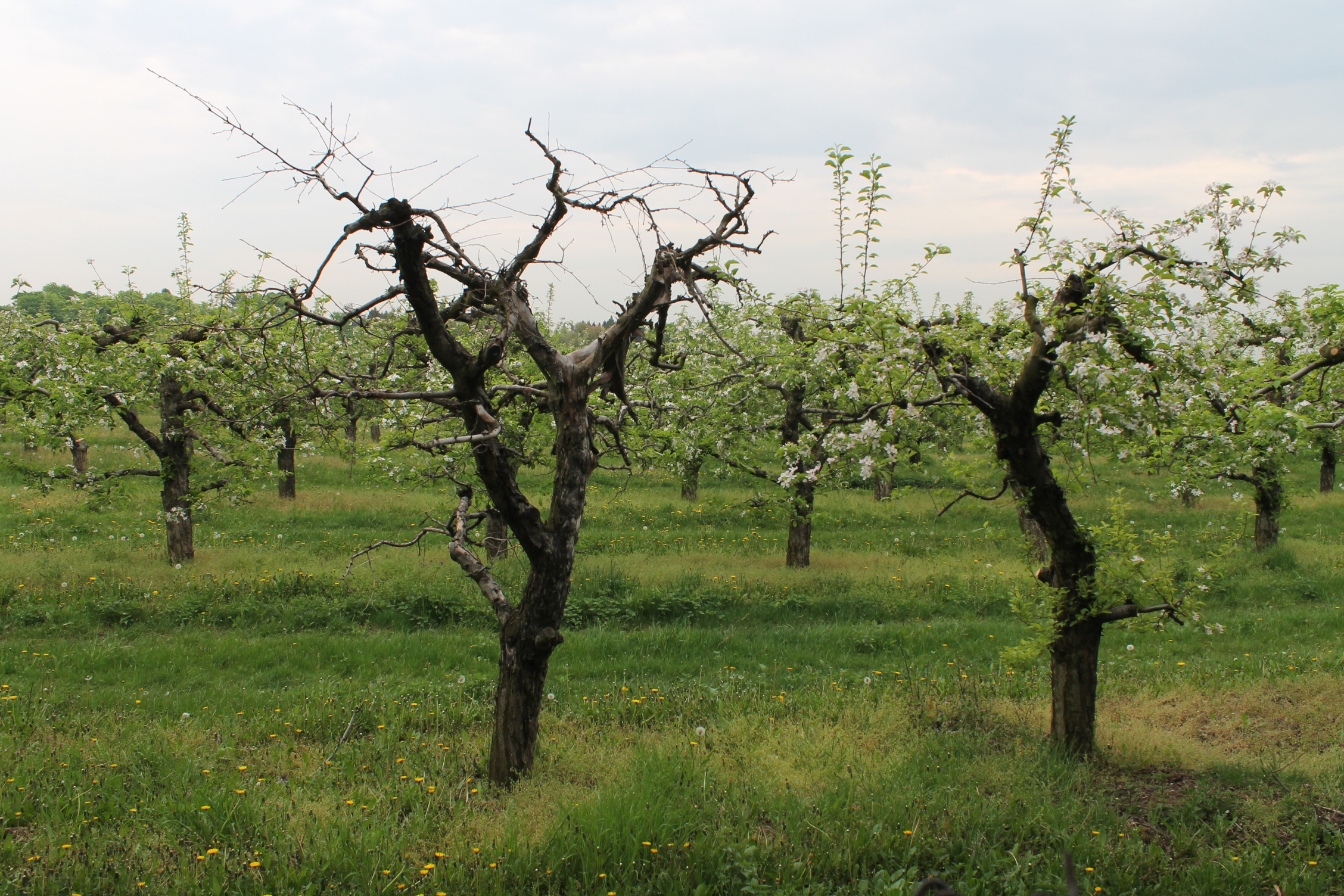

## Renovace starých jabloňových sadů
Rekonstrukce starých jabloňových sadů je důležitá fáze ovocnářství a může být často rentabilní. Není v žádném případě pravda, že všechny staré, zanedbané sady mohou o rekonstrukci poskytovat uspokojivé výnosy. V mnoha případech je zanedbání tak vážné a poškození hmyzem a houbovými chorobami tak destruktivní, že čas a peníze vynaložené na rekonstrukci by byly značně vysoké, ne-li zcela zbytečné. Ale na druhou stranu, je mnoho případů, kdy byla uskutečněna renovace starého sadu s rozumnými výdaji a výsledkem byl zisk. Zda renovovat nebo ne, bude záviset na mnoha faktorech. Možná, že jedním z nejdůležitějších je otázka volného kapitálu. V mnoha případech alespoň první rok po rekonstrukci nelze očekávat žádnou úrodu. Bez kapitálu na úhradu nezbytné péče, bez naděje na brzkou úrodu by pravděpodobně mělo být rozhodnutí dobře zváženo. Stav stromů s ohledem na věk, vitalitu, výšku, tvar a spon jsou dalšími faktory které by měly být zváženy. Pokud stromy nejsou staré, nemusí nutně být neplodné a lze je vrátit zpět do dobrého stavu. Zvláště je to pravda v poměrně dobré půdě. Ale v případě, že stromy mají příliš vysokou korunu, bude muset být proveden hluboký řez, aby byly udržovány se ziskem. Tato úprava může zahrnovat ztrátu úrod v následujících letech.

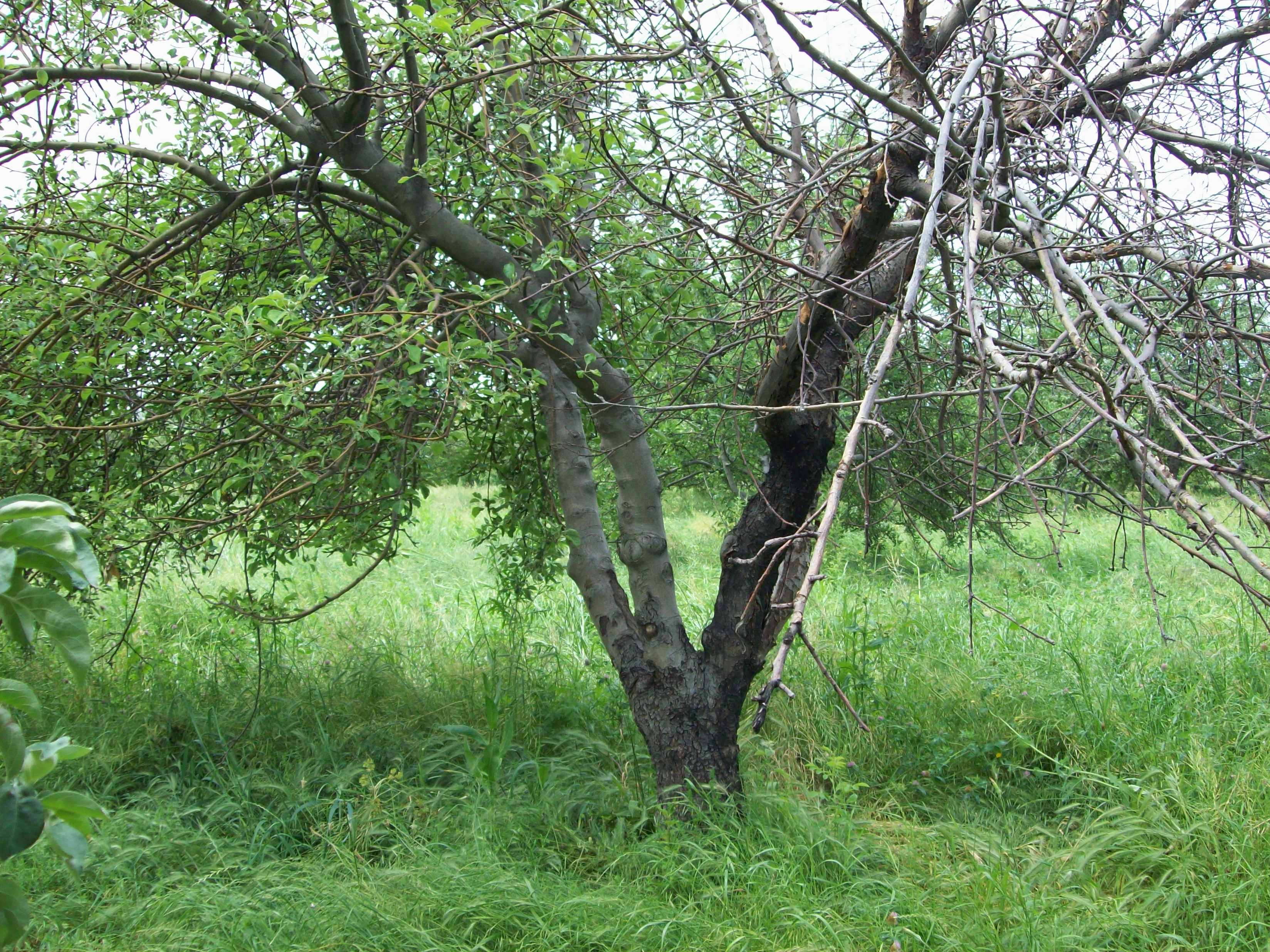
Poškození kosterních větví houbou (Nectria galigena), nektriová rakovina,

Stav porostu stromů je dalším důležitým faktorem. Obecně řečeno, pokud je 50 nebo 60 procent stromů je v dobrém stavu, a 15 nebo 20 procent z nich je natolik zdravých aby byly navráceny do dobré kondice pečlivým ošetřením, pak se jen stěží vyplatí pokus obnovit sad pro komerční účely. Obecně lze říci, že v případě že sad zpustl, protože byl neúrodný, zpravidla se doporučuje, aby nebyly marněny peníze na rekonstrukci. Poškození hmyzími škůdců a houbovitým chorobami má také význam. Je pravda, že s těmito problémy lze v mnoha případech úspěšně bojovat, ale v případě že stromy jsou těžce poškozeny hmyzem, nebo v případě, že je sad napaden různými formami rakoviny, jeho rekonstrukce může být nevhodná, neboť v mnoha případech by bylo nemožné, stromy uzdravit a udržet je tak delší dobu.

## Situace ohledně komerčního pěstování jabloní v Česku

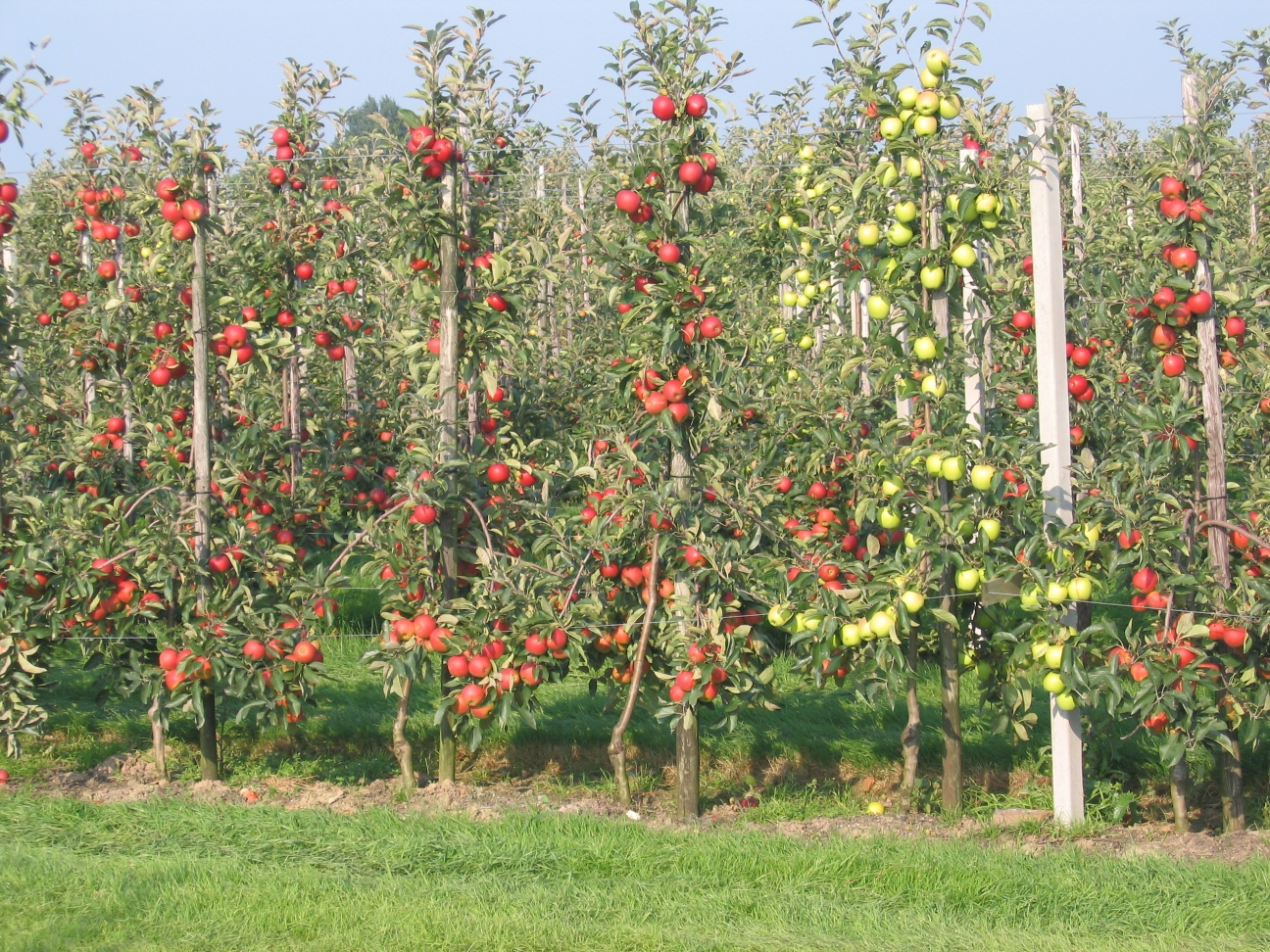
Intenzivní pěstitelské tvary jabloně.

Po r. 1989 došlo k importu ovoce ze zahraničí. Jablka ze zahraničí byla při srovnání cenově, chuťově i celkově jakostně lepší, často méně poškozená dopravou a manipulací a vyznačovala se tedy vyšší skladovatelností. Vzhledem k sortimentu pěstovaných odrůd bylo třeba provádět pravidelnou chemickou údržbu, nemohla se česká jablka chlubit ani žádaným přídomkem „ekologický produkt“.

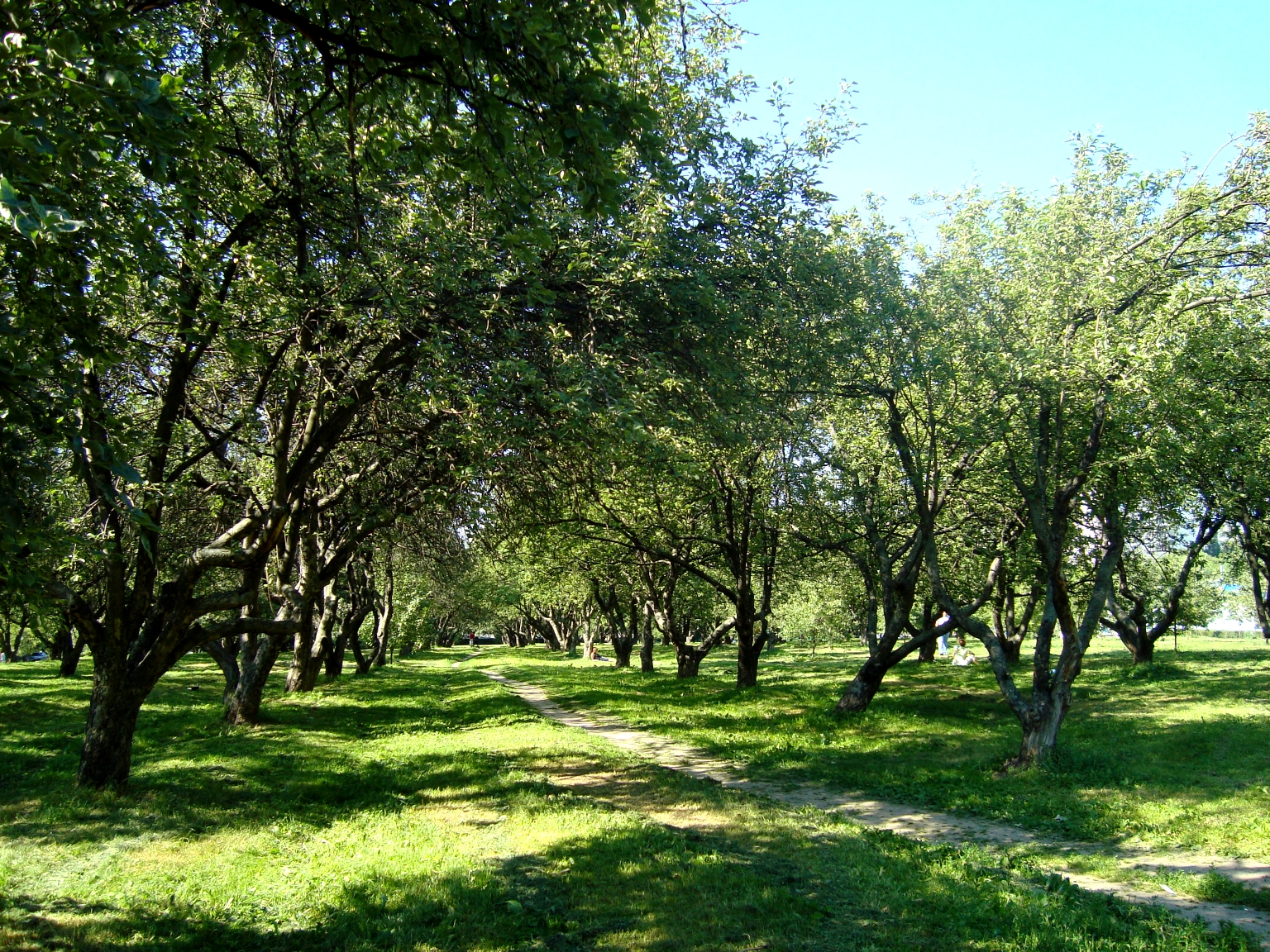
Opuštěný ovocný sad.

České ovocné sady vedené jako zemědělská družstva po několik let neobstály dobře v zahraniční konkurenci, zejména díky snížení zájmu velkých odběratelů. Tisíce jabloní v sadech i jiných místech bylo vykáceno anebo až do roku 2014 ošetřovatelsky zanedbáno a jejich využití z důvodů snížené efektivity kleslo na zlomek původního stavu. Produkty, které se vyráběly tradičně z  vykupovaných padaných jablek, z českého trhu do velké míry do roku 2013 vymizely. Dobrým příkladem takového produktu je levné dezertní jablečné víno (čučo).
Některé menší subjekty podnikající v oboru výroby ovoce vzniklé po roce 1989, zaměřené na maloodběratele, se naopak stabilně rozvíjejí a kromě kvality plodů, která je zde podstatně vyšší než obvykle u importovaného ovoce, nabízejí konkurenceschopnou cenu a nemají často problémy s odbytem. 